# صدر (شعر)
صدردر اصطلاح عروض، رکن اول یا کلمهٔ اولِ مصراعِ اول هر بیت است، مانند «روزی» در این بیت منسوب به ناصر خسرو
| روزی ز سر سنگ عقابی به هوا خاست |  | از بهر طمع بال و پر خویش بیاراست |

.

## منبع
- شریفی، محمد (۱۳۸۷).  محمد‌رضا جعفری، ویراستار. فرهنگ ادبیات فارسی‌. تهران: فرهنگ نشر نو و انتشارات معین. شابک ۹۷۸-۹۶۴-۷۴۴۳-۴۱-۸.